# Сигово (железнодорожная станция, Тверская область)
Сигово — железнодорожная станция в Осташковском городском округе Тверской области.

## География
Находится в западной части Тверской области на расстоянии приблизительно 18 км на юго-запад по прямой от города Осташков у железнодорожной линии Осташков-Пено.

## История
Станция была открыта в 1907 году. В 1908 упоминалась как Коча, с 1915 современное название. Сама станция упразднена, существует как остановочный пункт. До 2017 года входила в Замошское сельское поселение (Тверская область) Осташковского района до их упразднения.

## Население
Численность населения: 33 человека (русские 94 %) в 2002 году, 28 в 2010.